# Mouloud Belatrèche
 (décembre 2023).
Si vous disposez d'ouvrages ou d'articles de référence ou si vous connaissez des sites web de qualité traitant du thème abordé ici, merci de compléter l'article en donnant les références utiles à sa vérifiabilité et en les liant à la section « Notes et références ».
Mouloud Belatrèche, né le 10 mars 1976 à Médéa, est un footballeur algérien, évoluant au poste milieu défensif.

## Biographie
Mouloud Belatrèche réalise ses débuts dans un des clubs de sa ville natale, l'Olympique de Médéa (1994-2000). Il est ensuite transféré à la JSM Béjaia, où il joue pendant trois saisons.
Il part ensuite en 2003 à l'USM Blida, où il reste une saison seulement. Il revient alors à la JSMB et y reste trois saisons. Il est ensuite transféré à Alger, où il joue avec le RC Kouba pendant une saison.
Il revient ensuite à la JSMB, où il reste deux saisons. Il participe avec la JSMB à la Coupe de la confédération. Il retrouve ensuite son club formateur, l'Olympique de Médéa, pour une saison, avant de terminer sa carrière au CA Bordj Bou Arreridj.

## Carrière
- 1994-2000 :  O Médéa
- 2000-2003 :  JSM Béjaïa
- 2003-2004 :  USM Blida
- 2004-2007 :  JSM Béjaïa
- 2007-2008 :  RC Kouba
- 2008-2010 :  JSM Béjaïa
- 2010-2011 :  O Médéa
- 2011-2012 :  CA Bordj Bou Arreridj

## Palmarès
- Finaliste de la coupe d'Algérie en 1995 avec l'O Médéa.
- Demi-finaliste de la coupe arabe des vainqueurs de coupe en 1996 avec l'O Médéa.
- Finaliste de la Coupe nord-africaine des vainqueurs de coupe en 2009 avec la JSM Béjaia.
- Accession en Ligue 1 en 2006 avec la JSM Béjaia.
- Accession en Ligue 1 en 2012 avec le CA Bordj Bou Arreridj.